# Liste der Nummer-eins-Hits in den Hot 100 Airplay (1995)
Diese Liste enthält alle Nummer-eins-Hits in den Hot 100 Airplay Charts im Jahr 1995. Es handelt sich hierbei um die Charts mit den von den Radiostationen in den USA am häufigsten gespielten Musiktiteln, die vom US-amerikanischen Magazin Billboard veröffentlicht wurden. In diesem Jahr gab es acht Spitzenreiter.
| Singles |
| --- |
| - Boyz II Men – On Bended Knee - 11 Wochen (3. Dezember 1994 – 17. Februar 1995) - Madonna – Take a Bow - 9 Wochen (18. Februar – 21. April) - Dionne Farris – I Know - 7 Wochen (22. April – 9. Juni) - Boyz II Men – Water Runs Dry - 1 Woche (10. Juni – 16. Juni) - The Rembrandts – I’ll Be There For You - 8 Wochen (17. Juni – 11. August) - Seal – Kiss from a Rose - 10 Wochen (12. August – 20. Oktober) - Mariah Carey – Fantasy - 7 Wochen (21. Oktober – 8. Dezember) - Mariah Carey feat. Boyz II Men – One Sweet Day - 13 Wochen (9. Dezember 1995 – 8. März 1996) |